# Balâ (Ankara)
Bala Törökország Ankara tartományának egyik körzete, 67 km-re Ankara városától. Történelme az 1877–78-as orosz-török háborúra vezethető vissza, amikor az Oszmán Birodalom egyes részei orosz fennhatóság alá kerültek. Az ezeken a területeken élő törökök ekkor kezdtek Anatólia belsejébe vándorolni, és telepdtek le a mai Bala területén, aminek akkor a Kartaltepe nevet adták. Bala 1887-ig Karaali részét képezte.